# Né en 17 à Leidenstadt
Singles de Fredericks Goldman Jones
À nos actes manqués
(mars 1991) C'est pas d'l'amour
(octobre 1991)
Pistes de Fredericks Goldman Jones
Vivre cent vies (2) Un, deux, trois (4)
Né en 17 à Leidenstadt est une chanson écrite par Jean-Jacques Goldman, interprétée par Jean-Jacques Goldman, Michael Jones et Carole Fredericks, faisant partie de l'album Fredericks Goldman Jones paru en 1990.
Sur scène, elle a été interprétée deux fois par Goldman seul, et une fois par Goldman avec Carole Fredericks et Michael Jones[réf. nécessaire]. Patrick Bruel l'a également interprétée lors d'un concert de charité donné au Zénith de Paris en 1995 accompagné par la chanteuse Barbara.
Une version bilingue (français-anglais) Born in 17 in Leidenstadt a été éditée au Royaume-Uni, ainsi qu'aux États-Unis, dans laquelle Fredericks et Jones chantent dans leur langue maternelle. Cette version fait également partie du 8e CD de l'Intégrale 81-91[réf. nécessaire].

## Contexte de la chanson
Dans cette chanson, les trois interprètes se demandent s'ils auraient agi différemment s'ils avaient été à la place des Allemands après la défaite de la Première Guerre mondiale et pendant la montée du nazisme (en précisant que l'auteur, Jean-Jacques Goldman, est d'origine juive polonaise par son père et allemande par sa mère), ou à la place des Nord-Irlandais dans le conflit nord-irlandais (sachant également que Michael Jones est gallois), ou enfin à la place des riches blancs pendant l'apartheid en Afrique du Sud (Carole Fredericks, comme noire américaine, avait connu la ségrégation raciale aux États-Unis).

## Analyse
L'introduction au piano est inspirée du style de Bruce Hornsby qu'il déclare beaucoup apprécier.

### Titre
Dans le titre de la chanson, « Leidenstadt » évoque une ville imaginaire dont le nom est formé par les mots allemands Leiden (« souffrance »), et Stadt (« ville »).
Lydenburg, avec la même étymologie, est elle une ville existant en Afrique du Sud.

### Quelques paroles
« Aurais-je été meilleur ou pire que ces gens,

Si j'avais été allemand ? »
Au début de la chanson, l'auteur se demande quelle aurait été sa position pendant la reconstruction de l'Allemagne et la montée du nazisme lors des années suivant la Première Guerre mondiale. Une question sur l'influence des origines et du paysage politique dans les décisions individuelles ou sur notre propre capacité à exprimer nos opinions personnelles dans un contexte de vie ou de mort.
« Mais qu'on nous épargne à toi et moi si possible très longtemps

D'avoir à choisir un camp… »
La fin de la chanson ouvre une porte à l'espoir. En effet, l'auteur ne souhaite pas être confronté au même type de dilemmes évoqués précédemment, souhaitant ainsi un climat de paix durable.

## Succès
Le single s'est classé durant seize semaines consécutives dans le Top 50 de juillet à octobre 1991, dont une à la 11e place à la fin août de la même année, se vendant à plus de 75 000 exemplaires. Il revient brièvement dans le classement des meilleures ventes de singles en janvier 2013 à la 186e place.

## Classements
| Classement (1991)                    | Meilleure place |
| ------------------------------------ | --------------- |
| Europe (European Airplay Top 50)     | 20              |
| Europe (Eurochart Hot 100)           | 59              |
| France (Airplay Chart [AM Stations]) | 1               |
| France (SNEP)                        | 11              |
| Québec (ADISQ)                       | 45              |

| Classement (2017) | Meilleure place |
| ----------------- | --------------- |
| France (SNEP)     | 184             |